# Dobromil (obwód lwowski)

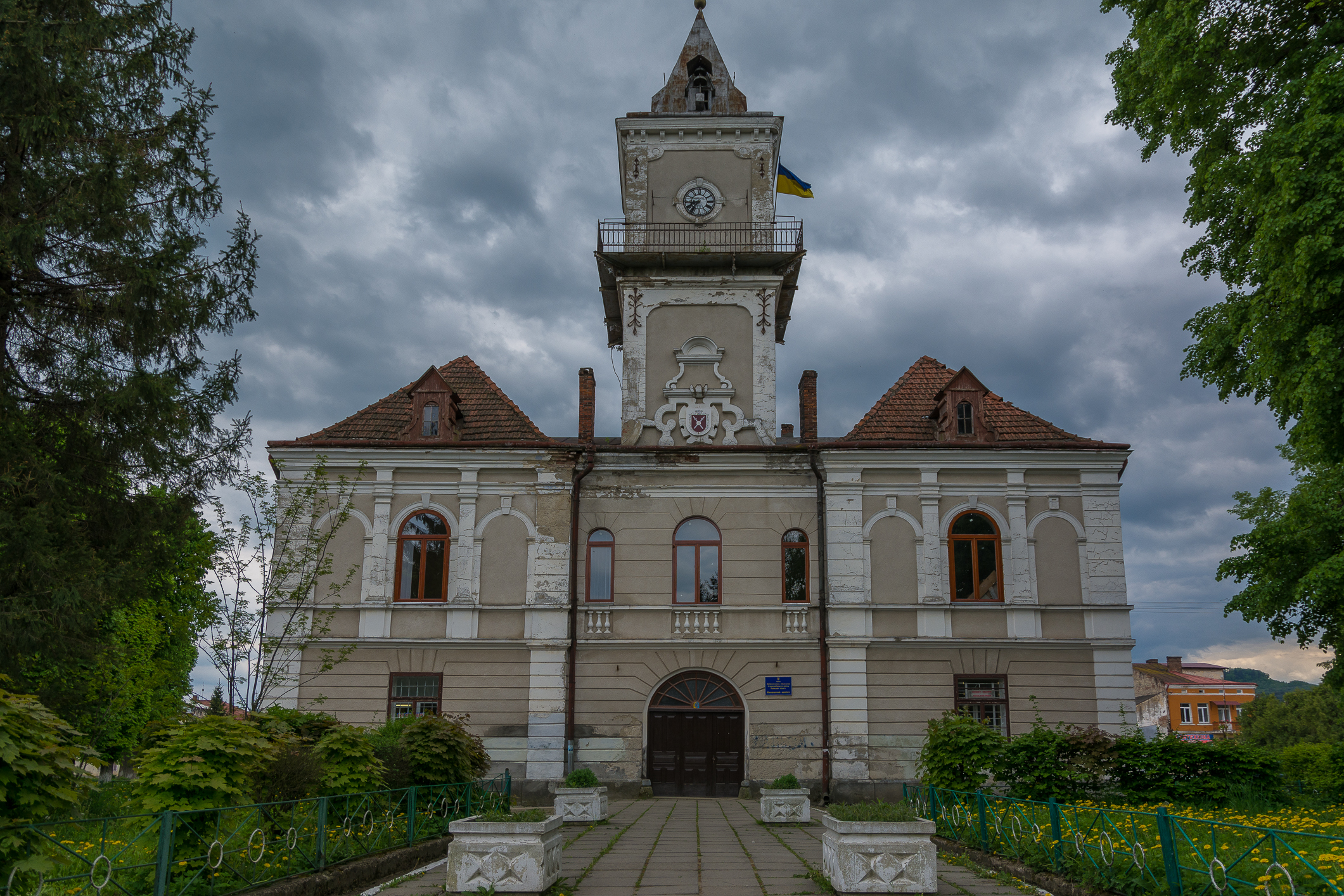
Przedwojenny ratusz w centrum Dobromila

Dobromil (ukr. Добромиль, Dobromyl) – miasto na Ukrainie, w obwodzie lwowskim, w rejonie samborskim.
Dobromil leży nad Wyrwą, około 5 km od granicy z Polską.

## Historia
Pierwsze zapisy pochodzą z roku 1374. Osada założona przez Herburtów z nadania księcia Władysława Opolczyka. W roku 1566 Zygmunt August wynagrodził Stanisława Herburta za wierną służbę oraz usługi wojenne pozwalając zamienić wieś Dobromil (własność Herburtów) na miasto z prawem magdeburskim. Z roku 1570 pochodzą pierwsze wzmianki o Żydach osiedlających się w mieście. W roku 1584 Stanisław Herburt buduje tu murowany zamek. Położony był w 1589 roku w ziemi przemyskiej województwa ruskiego. W roku 1614 wydano tutaj po raz pierwszy Roczniki czyli kroniki sławnego Królestwa Polskiego Jana Długosza. Dobromil uzyskał prawo składu w 1646 roku. W XVII wieku w Dobromilu powstała samodzielna gmina żydowska. W 1765 r. w Dobromilu zamieszkiwało około 1265 Żydów. Z Dobromila pochodzi jedna z gałęzi Herburtów – Dobromilscy. Stanisław Herburt jest również jednym z fundatorów unickiego monasteru według reguły św. Bazylego w Dobromilu. Wnętrza świątyni przyozdobione są wizerunkami Herburtów. Do I rozbioru Polski w 1772 roku była to ziemia przemyska w województwie ruskim.
Od 1772 r. w składzie należącej do Austrii prowincji Królestwo Galicji i Lodomerii (przez pewien czas jako miasto wchodziło w skład obwodu sanockiego). W 1784 r. w pobliżu powstała kolonia Engelsbrunn, stanowiąca obecnie część miasta. Od roku 1872 przez miasto prowadziła linia kolejowa łączącą Lwów z Budapesztem tzw. Pierwsza Węgiersko-Galicyjska Kolej Żelazna, w mieście znajduje się dworzec kolejowy. W roku 1876 zostaje miastem powiatowym (powiat dobromilski, kosztem Birczy). W 1880 r. w Dobromilu żyje 2734, a w Engelsbrunnie 291 mieszkańców. W tej liczbie jest 655 rzymskich katolików, 479 grekokatolików, 1884 Żydów i 7 osób innych wyznań.
Od 1918 roku ponownie na terytorium Polski. W 1921 r. Dobromil liczył 5386 mieszkańców, z czego 2119 Żydów. Jest miastem powiatowym województwa lwowskiego, siedzibą sądu powiatowego i innych urzędów i instytucji państwowych. Starostą w tym czasie jest Henryk Kassala.
1 sierpnia 1924 do Dobromila włączono Huczko z Engelsbrunnem.
Po przegranej przez Polskę kampanii wrześniowej Dobromil znalazł się w części zajętej przez ZSRR. Od 4 grudnia 1939 r. znajdował się w składzie USRR, w obwodzie drohobyckim.
22 czerwca 1941 po ataku Niemiec na ZSRR, wobec groźby zajęcia Przemyśla przez wojska niemieckie, NKWD ewakuowało więźniów z tamtejszego więzienia. Więźniów kryminalnych wypuszczono, kilkuset więźniów politycznych doprowadzono do aresztu w Dobromilu. Więźniów tych enkawudziści zamordowali razem osadzonymi w areszcie już wcześniej. Masowe egzekucje odbywały się na terenie aresztu oraz nad nieczynnym szybem kopalni soli w pobliskim Lacku. Skrępowanych mężczyzn uderzano młotami w tył głowy i wrzucano do szybu. Osobno, w kaplicy, zabito kobiety; jedną z ofiar ukrzyżowano na ścianie. Istnieją rozbieżne szacunki liczby ofiar tych masakr. Piotr Zychowicz cytuje liczby od 500 do ponad 1000. Według Stanisława Nicieji 270 osób zabito w więzieniu a 700 w kopalni soli.
28 czerwca 1941 Dobromil został zajęty przez Wehrmacht. Niemcy zmusili grupę około 100 Żydów do wydobywania ciał z szybu w Lacku oraz do przygotowywania ich do identyfikacji; podobnie postąpiono na miejscu masakry w więzieniu. Po wykonanej pracy Żydzi zostali 30 czerwca rozstrzelani i wrzuceni do szybu kopalni. Następnie szyb został zalany betonem. Egzekucji dokonało Einsatzkommando 6 (część Einsatzgruppe C) na rozkaz Ottona Rascha oraz Friedricha Jeckelna, obecnych w tym czasie w Dobromilu. Einsatzkommando spaliło także synagogę (według Grzegorza Motyki sprawcami byli Ukraińcy), a w niej, według niektórych źródeł, 200 Żydów. Ofiary dostarczała Niemcom ukraińska milicja.
Miasto znalazło się pod okupacją niemiecką. Od 3 listopada 1941 r. na terenie powiatu przemyskiego dystryktu krakowskiego w składzie Generalnego Gubernatorstwa. Podczas okupacji hitlerowskiej, w październiku 1941 roku Niemcy utworzyli getto dla żydowskich mieszkańców. Przebywało w nim około 3200 Żydów. 29 lipca 1942 roku zostali wywiezieni do obozu zagłady Bełżcu i tam zamordowani; część rozstrzelano na miejscu.
W latach 1943–1945 nacjonaliści ukraińscy z OUN-UPA zamordowali w różnych okolicznościach 23 Polaków.
8 sierpnia 1944 r. miasto zostało zajęte przez wojska radzieckie. Po II wojnie światowej ponownie w składzie Ukraińskiej Socjalistycznej Republiki Radzieckiej, początkowo w obwodzie drohobyckim, później ponownie we lwowskim. Po uzyskaniu w 1991 r. niepodległości przez Ukrainę w jej składzie.

## Ważniejsze obiekty
- Rynek miejski
- Ratusz miejski
- Zamek Herburtów
- Kościół rzymskokatolicki, renesansowy, projekt Jan Baptysta Wenecjanin
- Klasztor bazylianów w Dobromilu – greckokatolicki z 1705 r. pod wezwaniem św. Onufrego
- Cerkiew Zesłania Ducha Świętego, greckokatolicka
- Synagoga w Dobromilu
- Cmentarz żydowski w Dobromilu

## Związani z Dobromilem
- Symeon Korosteński – ks. greckokatolicki, namiestnik dobromilski przy cerkwi Narodzenia NMP, autor Kroniki Dobromilskiej[16]
- Zofia Skarżyńska (1884-1925) – działaczka narodowa i społeczna, przewodnicząca lokalnego oddziału Narodowej Organizacji Kobiet

W Dobromilu działa oddział Towarzystwa Kultury Polskiej Ziemi Lwowskiej.